# Jeu de cartes
Jeu de cartes, Frans voor kaartspel, is een ballet in drie 'giften' van Igor Stravinsky, gecomponeerd in 1936-1937. Het libretto is van de componist in samenwerking met M. Malaieff en de choreografie van George Balanchine. Het ballet ging op 27 april 1937 in première bij het American Ballet in de Metropolitan Opera in New York, met Stravinsky zelf als dirigent. De eerste uitvoering door het New York City Ballet vond op 15 februari 1951 als The Card Game plaats, in het City Center of Music and Drama, weer in New York. De Franse première was in 1945 in een versie van Janine Charrat voor het Ballets des Champs-Élysées, onder andere met Jean Babilée en Roland Petit.
De opdracht voor Jeu de cartes kwam in november 1935, hoewel het van een kaartspel als thema voor het ballet pas vaste vorm begon te krijgen na augustus 1936. Het ballet stamt uit Stravinsky's neoklassieke periode, en werd voorafgegaan door zijn eerdere ballet Pulcinella, dat in 1920 in première ging.
Het hoofdrol van het ballet is voor de gemene Joker, die zichzelf onverslaanbaar acht, omdat hij zich als een kameleon in iedere andere speelkaart kan veranderen. Er worden ook andere kaarten, de vrouw en de aas en verschillende kaartspelers uitgebeeld in het ballet. Jeu de cartes laat zien dat zelfs de kaarten met een hoge speelwaarde, net als mensen op een hoge positie, weleens kunnen worden verslagen door de eenvoudige, lagere kaarten.
De oorspronkelijke bezetting bestond uit Annabelle Lyon, Leda Anchutina, Ariel Lang, Hortense Kahrklin en William Dollar.

## Muziek
Het ballet duurt ongeveer 25 minuten en bestaat uit drie scènes, door de componist aangeduid als donne, gift. Het hele werk kan worden onderverdeeld in de gegeven tempo-aanduidingen:
1. Première donne 

eerste gift
- Introduction. Alla breve
- Pas d'action. Meno mosso
- Dance variation. Moderato assai
- Dance of the Joker. Stringendo
- Waltz-Coda. Tranquillo

2. Deuxième  donne 

tweede gift
- Introduction. Alla breve
- Marcia
- Variatie I. Allegretto
- Variatie II
- Variatie III
- Variatie IV
- Variatie V. Sostenuto e pesante
- Coda. Più mosso
- Reprise marcia
- Ensemble. Con moto

3. Troisième  donne 

derde gift
- Introduction. Alla breve
- Valse
- Battle between Spades and Hearts. Presto
- Final Dance
- Coda. Tempo del principio